# Luís Carlos (football, 1972)
Pour les articles homonymes, voir Luís Carlos.
Luís Carlos da Silva Marques, plus communément appelé Luís Carlos, est un footballeur portugais né le 21 août 1972 à Castro Daire. Il évoluait au poste d'ailier.

## Biographie

### En club
Formé à l'Oriental Lisbonne, il commence sa carrière en 1991 en troisième division portugaise,,. 
Lors de la saison 1996-1997, il est joueur au sein de CD Nacional,,.
En 1997, il découvre la première division portugaise avec le SC Salgueiros,,.
Après une saison réussie, il rejoint le Benfica Lisbonne en 1998,,.
Ne parvenant pas à s'imposer au sein du club lisboète, il est transféré en 2000 à l'Estrela da Amadora,,.
Après la relégation du club, il évolue en troisième division portugaise à l'Atlético CP puis au sein du GD Estoril-Praia. Avec ce dernier club, il remporte deux championnats successifs de troisième puis deuxième division,,.
Il finit sa carrière au sein du Beira-Mar Monte Gordo en 2007,,.
Il dispute au total 67 matchs pour deux buts marqués en première division portugaise,.
En compétitions européennes, il dispute un match de Coupe UEFA.

### En équipe nationale
International portugais, il reçoit une unique sélection en équipe du Portugal. Le 19 août 1998, il joue contre le Mozambique (victoire 2-1 à Ponta Delgada).

## Palmarès
Estoril-Praia
- Championnat du Portugal D2 (1) :
  - Champion : 2003-04.

- Championnat du Portugal D3 (1) :
  - Champion : 2002-03.